# Pedro Lamy
José Pedro Mourão Nunes Lamy Viçoso (* 20. März 1972 in Aldeia Galega da Merceana) ist ein ehemaliger portugiesischer Automobilrennfahrer.

## Karriere

### Anfänge im Motorsport
Der frühere Motocross- und Kartfahrer gewann 1989 den portugiesischen Formel-Ford-1600-Titel und wechselte dann in die GM Lotus Euroserie, die er 1991 für sich entscheiden konnte. Daneben konnte er sowohl 1990 als auch 1991 zusammen mit Diago Castro Santos den Formula Opel Lotus Nations Cup gewinnen. Im darauffolgenden Jahr gewann er auf Reynard 923/Opel mit elf Siegen die deutsche Formel-3-Meisterschaft. 1993 erfolgte der Wechsel zur Formel 3000. Mit einem Sieg auf dem Grand Prix de Pau und drei weiteren Podiumsplatzierungen verlor er mit einem Punkt Abstand die Saison an Olivier Panis.

### Formel 1
Wegen der guten Ergebnisse in der Formel 3000 gelang ihm der Sprung in die Formel 1, wo er Alessandro Zanardi bei Lotus ersetzte. In der Saison 1994 konnte er nur an vier Formel-1-Rennen teilnehmen, da er sich bei Testfahrten in Silverstone beide Beine brach und das Cockpit Alessandro Zanardi, Mika Salo und Philippe Adams überlassen musste. Für die Saison 1995 wechselte Pedro Lamy zu Minardi und erzielte einen WM-Punkt durch den sechsten Platz beim Großen Preis von Australien. Damit erzielte er als erster Portugiese einen Punktgewinn in einem Formel-1-Rennen. Im darauffolgenden Jahr blieb er bei Minardi, konnte aber keine weiteren Erfolge vorweisen. Sein bestes Rennergebnis war der neunte Platz beim Großen Preis von San Marino. Da die Finanzlage bei Minardi schwierig war, entschied er sich, seine Formel-1-Karriere nach 32 Rennen zu beenden.

### GT und Sportwagen Rennen

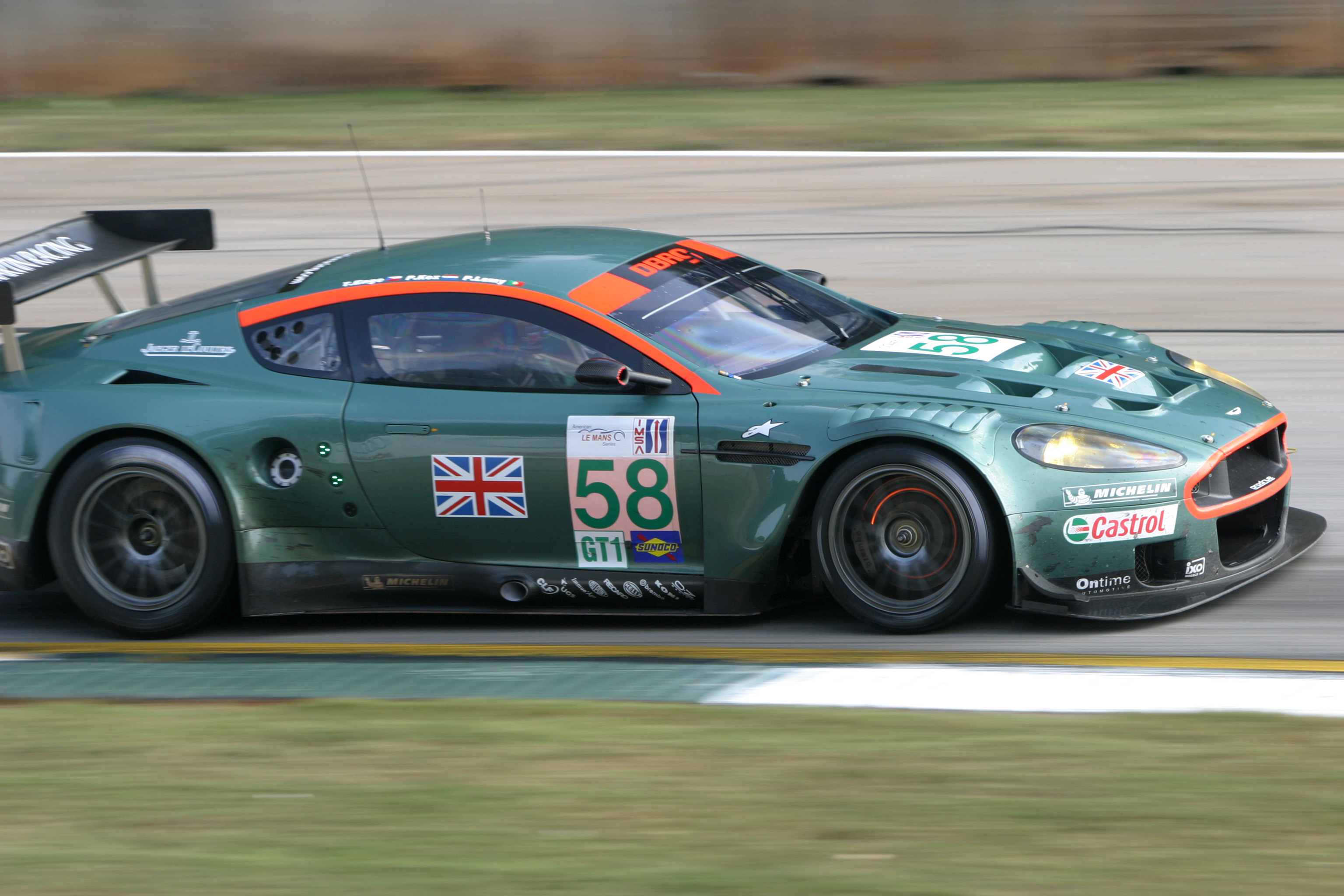
Lamys Aston Martin in der American Le Mans Series, 2005

Nach dem Ende seiner Formel-1-Karriere startete Pedro Lamy 1997 beim 24-Stunden-Rennen von Le Mans und erreichte den dritten Platz in der GT1-Kategorie. Daraufhin wechselte er in die FIA GT und gewann dort 1998 zusammen mit Olivier Beretta die GT2-Fahrer und -Teamwertung. Er erzielte auf der Chrysler Viper GTS-R acht der zehn möglichen Klassensiege für das Oreca Team. Außerdem fuhr er erneut die 24-Stunden-von-Le-Mans und erreichte hinter dem Schwesterfahrzeug den zweiten GT2-Klassenrang. 1999 erfolgte der Wechsel zu Price & Bscher, die an ausgewählten Rennen der American Le Mans Series und der FIA-Sportwagen-Meisterschaft teilnahmen. Sein bestes Ergebnis mit dem BMW V12 LMR war ein fünfter Rang auf dem Portland International Raceway. Danach fuhr Pedro Lamy in der neugegründeten DTM und erzielte auf einem Mercedes CLK 2000 den 13. und 2001 den 16. Gesamtrang. 

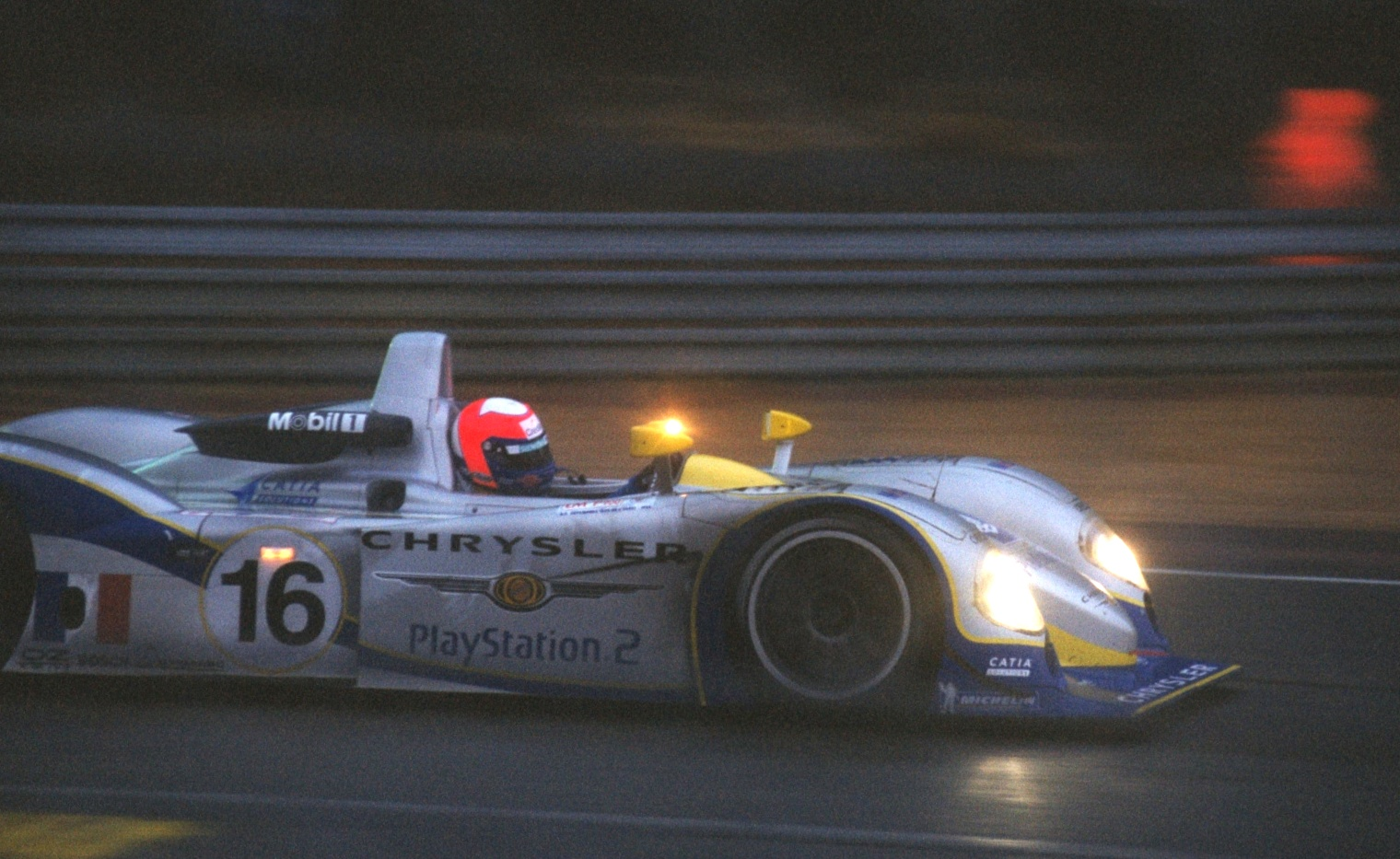
Pedro Lamy am Steuer eines Chrysler LMP beim 24-Stunden-Rennen von Le Mans 2001

Daneben fuhr er für Oreca erneut in Le Mans und beendete das Rennen auf dem vierten Gesamt- und dritten LMP900-Klassenrang. Außerdem gewann er zusammen mit Peter Zakowski und Michael Bartels das 24-Stunden-Rennen auf dem Nürburgring 2001. Im darauffolgenden Jahr siegte er erneut für Zakspeed beim 24-Stunden-Rennen in der Eifel. Für die Saison 2002 und 2003 fuhr er in der V8 Star, die er neben Johnny Cecotto als einziger Fahrer  gewinnen konnte. Mit dem G2-Klassensieg bei dem 24-Stunden-Rennen von Spa-Francorchamps nahm er nach 1998 wieder an einem FIA-GT-Lauf teil. 2004 wechselte er in die neue Le Mans Endurance Series und erzielte mit Christophe Bouchut und Steve Zacchia die Fahrer- und Teamwertung der GTS-Kategorie. Mit seinem Team Labre Compétition wechselte er 2005 erneut in die FIA GT und gewann vier Läufe der Meisterschaft, davon zwei für das Werksteam von Aston Martin, bei dem er auch bei ausgewählten Läufen der American Le Mans Serie antrat. Neben den Aktivitäten in den GT-Meisterschaften war er als Fahrer im A1GP-Team-Portugal vorgesehen, außer bei Tests konnte er aber an keinem A1-Grand-Prix teilnehmen. 2004 und 2005 konnte er für Schnitzer Motorsport die 24-Stunden-Rennen auf dem Nürburgring gewinnen. 2006 wechselte er wieder in die mittlerweile umbenannte Le Mans Series und gewann erneut für Labre die GT1-Meisterschaft. Im darauf folgenden Jahr fuhr er für das Werksteam von Peugeot in die LMP1-Kategorie und erzielte mit Stéphane Sarrazin drei Gesamtsiege und den Meistertitel der Le Mans Series.

## Statistik

### Ergebnisse in der Formel-1-Weltmeisterschaft

#### Gesamtübersicht
| Saison | Team    | Chassis       | Motor                 | Rennen | Siege | Zweiter | Dritter | Poles | schn. Rennrunden | Punkte | WM-Pos. |
| ------ | ------- | ------------- | --------------------- | ------ | ----- | ------- | ------- | ----- | ---------------- | ------ | ------- |
| 1993   | Lotus   | Lotus 107B    | Ford 3.5 V8           | 4      | –     | –       | –       | –     | –                | –      | 30.     |
| 1994   | Lotus   | Lotus 107C    | Mugen-Honda 3.5 V10   | 4      | –     | –       | –       | –     | –                | –      | 28.     |
| 1995   | Minardi | Minardi M195  | Ford EDM 3.0 V8       | 8      | –     | –       | –       | –     | –                | 1      | 18.     |
| 1996   | Minardi | Minardi M195B | Ford EDM2/EDM3 3.0 V8 | 16     | –     | –       | –       | –     | –                | –      | 20.     |
| Gesamt | Gesamt  | Gesamt        | Gesamt                | 32     | –     | –       | –       | –     | –                | 1      |         |

#### Einzelergebnisse
| Saison | 1  | 2   | 3  | 4 | 5   | 6   | 7   | 8  | 9   | 10 | 11  | 12  | 13  | 14  | 15  | 16 | 17 |
| ------ | -- | --- | -- | - | --- | --- | --- | -- | --- | -- | --- | --- | --- | --- | --- | -- | -- |
| 1993   |    |     |    |   |     |     |     |    |     |    |     |     |     |     |     |    |    |
|        |    |     |    |   |     |     |     |    |     |    |     | 11* | DNF | 13* | DNF |    |    |
| 1994   |    |     |    |   |     |     |     |    |     |    |     |     |     |     |     |    |    |
| 10     | 8  | DNF | 11 |   |     |     |     |    |     |    |     |     |     |     |     |    |    |
| 1995   |    |     |    |   |     |     |     |    |     |    |     |     |     |     |     |    |    |
|        |    |     |    |   |     |     |     |    | 9   | 10 | DNF | DNF | 9   | 13  | 11  | 6  |    |
| 1996   |    |     |    |   |     |     |     |    |     |    |     |     |     |     |     |    |    |
| DNF    | 10 | DNF | 12 | 9 | DNF | DNF | DNF | 12 | DNF | 12 | DNF | 10  | DNF | 16  | 12  |    |    |

| Legende  | Legende            | Legende                                                          |
| Farbe    | Abkürzung          | Bedeutung                                                        |
| -------- | ------------------ | ---------------------------------------------------------------- |
| Gold     | –                  | Sieg                                                             |
| Silber   | –                  | 2. Platz                                                         |
| Bronze   | –                  | 3. Platz                                                         |
| Grün     | –                  | Platzierung in den Punkten                                       |
| Blau     | –                  | Klassifiziert außerhalb der Punkteränge                          |
| Violett  | DNF                | Rennen nicht beendet (did not finish)                            |
| Violett  | NC                 | nicht klassifiziert (not classified)                             |
| Rot      | DNQ                | nicht qualifiziert (did not qualify)                             |
| Rot      | DNPQ               | in Vorqualifikation gescheitert (did not pre-qualify)            |
| Schwarz  | DSQ                | disqualifiziert (disqualified)                                   |
| Weiß     | DNS                | nicht am Start (did not start)                                   |
| Weiß     | WD                 | zurückgezogen (withdrawn)                                        |
| Hellblau | PO                 | nur am Training teilgenommen (practiced only)                    |
| Hellblau | TD                 | Freitags-Testfahrer (test driver)                                |
| ohne     | DNP                | nicht am Training teilgenommen (did not practice)                |
| ohne     | INJ                | verletzt oder krank (injured)                                    |
| ohne     | EX                 | ausgeschlossen (excluded)                                        |
| ohne     | DNA                | nicht erschienen (did not arrive)                                |
| ohne     | C                  | Rennen abgesagt (cancelled)                                      |
| ohne     | keine WM-Teilnahme |                                                                  |
| sonstige | P/fett             | Pole-Position                                                    |
| sonstige | 1/2/3/4/5/6/7/8    | Punktplatzierung im Sprint-/Qualifikationsrennen                 |
| sonstige | SR/kursiv          | Schnellste Rennrunde                                             |
| sonstige | *                  | nicht im Ziel, aufgrund der zurückgelegten Distanz aber gewertet |
| sonstige | ()                 | Streichresultate                                                 |
| sonstige | unterstrichen      | Führender in der Gesamtwertung                                   |

### Le-Mans-Ergebnisse
| Jahr | Team                   | Fahrzeug                 | Teamkollege        | Teamkollege         | Platzierung             | Ausfallgrund |
| ---- | ---------------------- | ------------------------ | ------------------ | ------------------- | ----------------------- | ------------ |
| 1997 | Schübel Engineering    | Porsche 911 GT1          | Armin Hahne        | Patrice Goueslard   | Rang 5                  |              |
| 1998 | Viper Team Oreca       | Chrysler Viper GTS-R     | Olivier Beretta    | Tommy Archer        | Rang 13                 |              |
| 1999 | HWA AG                 | Mercedes-Benz CLR        | Bernd Schneider    | Franck Lagorce      | zurückgezogen           |              |
| 2001 | Playstation Team ORECA | Chrysler LMP 2001        | Olivier Beretta    | Karl Wendlinger     | Rang 4                  |              |
| 2002 | Playstation Team ORECA | Dallara SP1              | Olivier Beretta    | Érik Comas          | Rang 5                  |              |
| 2005 | Aston Martin Racing    | Aston Martin DBR9        | Tomáš Enge         | Peter Kox           | Ausfall                 | Motorschaden |
| 2006 | Aston Martin Racing    | Aston Martin DBR9        | Stéphane Sarrazin  | Stéphane Ortelli    | Rang 10                 |              |
| 2007 | Team Peugeot Total     | Peugeot 908 HDi FAP      | Stéphane Sarrazin  | Sébastien Bourdais  | Rang 2                  |              |
| 2008 | Team Peugeot Total     | Peugeot 908 HDi FAP      | Stéphane Sarrazin  | Alexander Wurz      | Rang 5                  |              |
| 2009 | Team Peugeot Total     | Peugeot 908 HDi FAP      | Nicolas Minassian  | Christian Klien     | Rang 6                  |              |
| 2010 | Team Peugeot Total     | Peugeot 908 HDi FAP      | Simon Pagenaud     | Sébastien Bourdais  | Ausfall                 | Aufhängung   |
| 2011 | Team Peugeot Total     | Peugeot 908              | Simon Pagenaud     | Sébastien Bourdais  | Rang 2                  |              |
| 2012 | Larbre Compétition     | Chevrolet Corvette C6.R  | Patrick Bornhauser | Julien Canal        | Rang 20 und Klassensieg |              |
| 2013 | Aston Martin Racing    | Aston Martin Vantage GTE | Paul Dalla Lana    | Bill Auberlen       | Ausfall                 | Motorschaden |
| 2014 | Aston Martin Racing    | Aston Martin Vantage GTE | Paul Dalla Lana    | Christoffer Nygaard | Rang 26                 |              |
| 2015 | Aston Martin Racing    | Aston Martin Vantage GTE | Paul Dalla Lana    | Mathias Lauda       | Ausfall                 | Unfall       |
| 2016 | Aston Martin Racing    | Aston Martin Vantage GTE | Paul Dalla Lana    | Mathias Lauda       | nicht klassiert         |              |
| 2017 | Aston Martin Racing    | Aston Martin Vantage GTE | Paul Dalla Lana    | Mathias Lauda       | Rang 36                 |              |
| 2018 | Aston Martin Racing    | Aston Martin Vantage GTE | Paul Dalla Lana    | Mathias Lauda       | Ausfall                 | Unfall       |
| 2019 | Aston Martin Racing    | Aston Martin Vantage GTE | Paul Dalla Lana    | Mathias Lauda       | Ausfall                 | Unfall       |

### Sebring-Ergebnisse
| Jahr | Team                 | Fahrzeug                  | Teamkollege       | Teamkollege        | Teamkollege   | Platzierung | Ausfallgrund |
| ---- | -------------------- | ------------------------- | ----------------- | ------------------ | ------------- | ----------- | ------------ |
| 2005 | Aston Martin Racing  | Aston Martin DBR9         | Peter Kox         | Stéphane Sarrazin  |               | Rang 14     |              |
| 2006 | Aston Martin Racing  | Aston Martin DBR9         | Jason Bright      | Stéphane Sarrazin  |               | Rang 4      |              |
| 2008 | Equipe Peugeot Total | Peugeot 908 HDi FAP       | Nicolas Minassian | Stéphane Sarrazin  |               | Rang 11     |              |
| 2009 | Team Peugeot Total   | Peugeot 908 HDi FAP       | Nicolas Minassian | Christian Klien    |               | Ausfall     | Mechanik     |
| 2010 | Team Peugeot Total   | Peugeot 908 HDi FAP       | Nicolas Minassian | Sébastien Bourdais |               | Rang 2      |              |
| 2011 | Peugeot Sport Total  | Peugeot 908               | Franck Montagny   | Stéphane Sarrazin  |               | Rang 3      |              |
| 2012 | Larbre Compétition   | Chevrolet Corvette C6-ZR1 | Julien Canal      | Patrick Bornhauser |               | Ausfall     | Defekt       |
| 2013 | Aston Martin Racing  | Aston Martin Vantage V8   | Paul Dalla Lana   | Billy Johnson      |               | Rang 32     |              |
| 2015 | Aston Martin Racing  | Aston Martin Vantage V8   | Paul Dalla Lana   | Darren Turner      | Mathias Lauda | Rang 17     |              |
| 2016 | Aston Martin Racing  | Aston Martin Vantage GT3  | Paul Dalla Lana   | Richie Stanaway    | Mathias Lauda | Rang 30     |              |
| 2018 | Spirit of Race       | Ferrari 488 GT3           | Paul Dalla Lana   | Daniel Serra       | Mathias Lauda | Rang 28     |              |

### Einzelergebnisse in der FIA-Langstrecken-Weltmeisterschaft
| Saison  | Team                | Rennwagen                | 1   | 2   | 3   | 4   | 5   | 6   | 7   | 8   | 9   |
| ------- | ------------------- | ------------------------ | --- | --- | --- | --- | --- | --- | --- | --- | --- |
| 2012    | Larbre Compétition  | Chevrolet Corvette C6.R  | SEB | SPA | LEM | SIL | SAO | BAH | FUJ | SHA |     |
| 2012    | Larbre Compétition  | Chevrolet Corvette C6.R  | DNF |     | 20  |     |     |     | 21  | 19  |     |
| 2013    | Aston Martin Racing | Aston Martin Vantage GTE | SIL | SPA | LEM | SAO | AUS | FUJ | SHA | BAH |     |
| 2013    | Aston Martin Racing | Aston Martin Vantage GTE | 16  | 20  | DNF | 20  | DNF | 28  | 13  | DNF |     |
| 2014    | Aston Martin Racing | Aston Martin Vantage GTE | SIL | SPA | LEM | AUS | FUJ | SHA | BAH | SAO |     |
| 2014    | Aston Martin Racing | Aston Martin Vantage GTE | 16  | 20  | 26  | 17  | 18  | 20  | 20  | 13  |     |
| 2015    | Aston Martin Racing | Aston Martin Vantage GTE | SIL | SPA | LEM | NÜR | AUS | FUJ | SHA | BAH |     |
| 2015    | Aston Martin Racing | Aston Martin Vantage GTE | 16  | 24  | DNF | 24  | 25  | 23  | 22  | 26  |     |
| 2016    | Aston Martin Racing | Aston Martin Vantage GTE | SIL | SPA | LEM | NÜR | MEX | AUS | FUJ | SHA | BAH |
| 2016    | Aston Martin Racing | Aston Martin Vantage GTE | 23  | 19  | DNF | 24  | DNF | 22  | 24  | 23  | DNF |
| 2017    | Aston Martin Racing | Aston Martin Vantage GTE | SIL | SPA | LEM | NÜR | MEX | AUS | FUJ | SHA | BAH |
| 2017    | Aston Martin Racing | Aston Martin Vantage GTE | 21  | 25  | 36  | 24  | 22  | 21  | 23  | 21  | 21  |
| 2018/19 | Aston Martin Racing | Aston Martin Vantage GTE | SPA | LEM | SIL | FUJ | SHA | SEB | SPA | LEM |     |
| 2018/19 | Aston Martin Racing | Aston Martin Vantage GTE | 21  | DNF | 20  | 25  | 26  | 27  | 30  | DNF |     |
| 2019/20 | Aston Martin Racing | Aston Martin Vantage AMR | SIL | FUJ | SHA | BAH | AUS | SPA | LEM | BAH |     |
| 2019/20 | Aston Martin Racing | Aston Martin Vantage AMR |     |     |     |     | 22  |     |     |     |     |